# Cassidula multiplicata
Cassidula multiplicata is een slakkensoort uit de familie van de Ellobiidae. De wetenschappelijke naam van de soort is voor het eerst geldig gepubliceerd in 1865 door Martens.